# 日野市立百草台小学校
日野市立百草台小学校（ひのしりつ もぐさだいしょうがっこう）は、東京都日野市にあった公立小学校。2008年に三沢台小学校と統合し、日野市立七生緑小学校となった。

## 概要
百草台団地の開発により、1970年（昭和45年）に開校。一時は全校児童数が900名を超える大規模校だった。

## 沿革
- 1970年（昭和45年）百草台小学校が開校。日野市立潤徳小学校の学区が変更され、一部の児童が転入。
- 1972年（昭和47年） 体育館竣工。
- 1976年（昭和51年） 新校舎竣工。
- 1999年（平成11年）8月 日野市の小学校統廃合構想が発表。
- 2005年（平成17年）7月 日野市が百草台小学校と三沢台小学校の統合計画を発表。
- 2008年（平成20年）3月 三沢台小学校と統合し、廃校となる。最終校長は矢野優。
- 2010年（平成22年） 旧校舎を活用し、百草台コミュニティセンターが開設。
- 2022年（令和4年）12月28日 校舎の老朽化により、百草台コミュニティセンターが廃止。